# Jusqu'à ce que la mort nous sépare (manga)
Pour les articles homonymes, voir Jusqu'à ce que la mort nous sépare.
Jusqu'à ce que la mort nous sépare (死がふたりを分かつまで, Shi ga futari o wakatsu made) est un seinen manga écrit par Hiroshi Takashige et dessiné par Double S. Il est prépublié entre 2005 et 2015 dans le magazine Young Gangan de l'éditeur Square Enix et publié depuis décembre 2005. La version française est éditée par Ki-oon entre mars 2008 et juillet 2016.

## Synopsis
Haruka Tōyama possède le don de dire l’avenir avec une précision de 90 %. Ce pouvoir fait d'elle la cible de diverses organisations de yakuzas. Ayant prédit la venue d'un homme pour la sauver, homme qui justement se trouve dehors au milieu de la foule, elle s'échappe et rejoint son sauveur. Elle passe alors avec lui un pacte qui durera jusqu'à ce que la mort les sépare.
Ainsi, Mamoru (qui veut aussi dire « protéger » en japonais), homme au passé mystérieux et de surcroît aveugle se voit chargé de protéger la fillette. Mais ceux qui vont se frotter à lui vont bien vite se rendre compte qu'ils n'ont pas affaire avec un banal aveugle. Mercenaire rōnin expert en arts martiaux, il travaille pour Elements Network, une organisation financée par des victimes de crimes et chargée de suppléer à la police impuissante face à certaines organisations criminelles.

## Personnages
Mamoru Hijikata (土方 護, Hijikata Mamoru)
Haruka Tōyama (遠山 遥, Tōyama Haruka)
Ryōtarō Igawa (井川 良太郎, Igawa Ryōtarō)
Dai Ibuki (伊吹 大, Ibuki Dai)

## Liste des volumes
| no                                     | Japonais          | Japonais          | Français          | Français          |
| no                                     | Date de sortie    | ISBN              | Date de sortie    | ISBN              |
| -------------------------------------- | ----------------- | ----------------- | ----------------- | ----------------- |
| 1                                      | 24 décembre 2005  | 978-4-7575-1802-5 | 27 mars 2008      | 978-2-35592-010-3 |
| Titre du volume : Rencontre            |                   |                   |                   |                   |
| 2                                      | 24 juin 2006      | 978-4-7575-1685-4 | 29 mai 2008       | 978-2-35592-013-4 |
| Titre du volume : Action               |                   |                   |                   |                   |
| 3                                      | 25 octobre 2006   | 978-4-7575-1594-9 | 10 juillet 2008   | 978-2-35592-021-9 |
| Titre du volume : Plunder              |                   |                   |                   |                   |
| 4                                      | 23 février 2007   | 978-4-7575-1954-1 | 11 septembre 2008 | 978-2-35592-030-1 |
| Titre du volume : Fang                 |                   |                   |                   |                   |
| 5                                      | 25 juin 2007      | 978-4-7575-2030-1 | 13 novembre 2008  | 978-2-35592-041-7 |
| Titre du volume : Beast                |                   |                   |                   |                   |
| 6                                      | 25 octobre 2007   | 978-4-7575-2150-6 | 15 janvier 2009   | 978-2-35592-048-6 |
| Titre du volume : Killers              |                   |                   |                   |                   |
| 7                                      | 24 mai 2008       | 978-4-7575-2280-0 | 12 mars 2009      | 978-2-35592-057-8 |
| Titre du volume : Girl meets           |                   |                   |                   |                   |
| 8                                      | 25 novembre 2008  | 978-4-7575-2431-6 | 11 juin 2009      | 978-2-35592-074-5 |
| Titre du volume : Trap                 |                   |                   |                   |                   |
| 9                                      | 25 mars 2009      | 978-4-7575-2515-3 | 10 septembre 2009 | 978-2-35592-094-3 |
| Titre du volume : Shadow               |                   |                   |                   |                   |
| 10                                     | 25 septembre 2009 | 978-4-7575-2684-6 | 10 décembre 2009  | 978-2-35592-114-8 |
| Titre du volume : Elements Network     |                   |                   |                   |                   |
| 11                                     | 27 février 2010   | 978-4-7575-2810-9 | 1er juillet 2010  | 978-2-35592-178-0 |
| Titre du volume : Dungeon              |                   |                   |                   |                   |
| 12                                     | 25 juin 2010      | 978-4-7575-2912-0 | 9 décembre 2010   | 978-2-35592-221-3 |
| Titre du volume : Five minutes gang    |                   |                   |                   |                   |
| 13                                     | 25 novembre 2010  | 978-4-7575-3036-2 | 12 mai 2011       | 978-2-35592-267-1 |
| Titre du volume : Lost                 |                   |                   |                   |                   |
| 14                                     | 25 mars 2011      | 978-4-7575-3172-7 | 18 août 2011      | 978-2-35592-293-0 |
| Titre du volume : School               |                   |                   |                   |                   |
| 15                                     | 25 juillet 2011   | 978-4-7575-3296-0 | 12 janvier 2012   | 978-2-35592-344-9 |
| Titre du volume : Trumps               |                   |                   |                   |                   |
| 16                                     | 25 janvier 2012   | 978-4-7575-3485-8 | 23 août 2012      | 978-2-35592-422-4 |
| Titre du volume : Battle Royale        |                   |                   |                   |                   |
| 17                                     | 25 avril 2012     | 978-4-7575-3573-2 | 11 octobre 2012   | 978-2-35592-445-3 |
| Titre du volume : Combat               |                   |                   |                   |                   |
| 18                                     | 25 septembre 2012 | 978-4-7575-3739-2 | 7 mai 2013        | 978-2-35592-528-3 |
| Titre du volume : Checkmate            |                   |                   |                   |                   |
| 19                                     | 25 janvier 2013   | 978-4-7575-3864-1 | 22 août 2013      | 978-2-35592-564-1 |
| Titre du volume : Deal                 |                   |                   |                   |                   |
| 20                                     | 25 mai 2013       | 978-4-7575-3975-4 | 23 janvier 2014   | 978-2-35592-620-4 |
| Titre du volume : Crime and punishment |                   |                   |                   |                   |
| 21                                     | 25 septembre 2013 | 978-4-7575-4082-8 | 15 mai 2014       | 978-2-35592-674-7 |
| Titre du volume : Farewell             |                   |                   |                   |                   |
| 22                                     | 25 janvier 2014   | 978-4-7575-4210-5 | 21 août 2014      | 978-2-35592-708-9 |
| Titre du volume : Darkside             |                   |                   |                   |                   |
| 23                                     | 25 juin 2014      | 978-4-7575-4341-6 | 8 janvier 2015    | 978-2-35592-769-0 |
| Titre du volume : Commando             |                   |                   |                   |                   |
| 24                                     | 25 novembre 2014  | 978-4-7575-4477-2 | 7 mai 2015        | 978-2-3559-2819-2 |
| Titre du volume : Zashid Turus         |                   |                   |                   |                   |
| 25                                     | 25 juillet 2015   | 978-4-7575-4622-6 | 8 octobre 2015    | 978-2-35592-879-6 |
| Titre du volume :                      |                   |                   |                   |                   |
| 26                                     | 25 février 2016   | 978-4-7575-4892-3 | 7 juillet 2016    | 978-2-35592-957-1 |
| Titre du volume :                      |                   |                   |                   |                   |

### Édition japonaise
Square Enix
1. 1 2  (ja) « Tome 1 ».
2. 1 2  (ja) « Tome 2 ».
3. 1 2  (ja) « Tome 3 ».
4. 1 2  (ja) « Tome 4 ».
5. 1 2  (ja) « Tome 5 ».
6. 1 2  (ja) « Tome 6 ».
7. 1 2  (ja) « Tome 7 ».
8. 1 2  (ja) « Tome 8 ».
9. 1 2  (ja) « Tome 9 ».
10. 1 2  (ja) « Tome 10 ».
11. 1 2  (ja) « Tome 11 ».
12. 1 2  (ja) « Tome 12 ».
13. 1 2  (ja) « Tome 13 ».
14. 1 2  (ja) « Tome 14 ».
15. 1 2  (ja) « Tome 15 ».
16. 1 2  (ja) « Tome 16 ».
17. 1 2  (ja) « Tome 17 ».
18. 1 2  (ja) « Tome 18 ».
19. 1 2  (ja) « Tome 19 ».
20. 1 2  (ja) « Tome 20 ».
21. 1 2  (ja) « Tome 21 ».
22. 1 2  (ja) « Tome 22 ».
23. 1 2  (ja) « Tome 23 ».
24. 1 2  (ja) « Tome 24 ».
25. 1 2  (ja) « Tome 25 ».
26. 1 2  (ja) « Tome 26 ».

### Édition française
Ki-oon
1. 1 2  (fr) « Tome 1 ».
2. 1 2  (fr) « Tome 2 ».
3. 1 2  (fr) « Tome 3 ».
4. 1 2  (fr) « Tome 4 ».
5. 1 2  (fr) « Tome 5 ».
6. 1 2  (fr) « Tome 6 ».
7. 1 2  (fr) « Tome 7 ».
8. 1 2  (fr) « Tome 8 ».
9. 1 2  (fr) « Tome 9 ».
10. 1 2  (fr) « Tome 10 ».
11. 1 2  (fr) « Tome 11 ».
12. 1 2  (fr) « Tome 12 ».
13. 1 2  (fr) « Tome 13 ».
14. 1 2  (fr) « Tome 14 ».
15. 1 2  (fr) « Tome 15 ».
16. 1 2  (fr) « Tome 16 ».
17. 1 2  (fr) « Tome 17 ».
18. 1 2  (fr) « Tome 18 ».
19. 1 2  (fr) « Tome 19 ».
20. 1 2  (fr) « Tome 20 ».
21. 1 2  (fr) « Tome 21 ».
22. 1 2  (fr) « Tome 22 ».
23. 1 2  (fr) « Tome 23 ».
24. 1 2  (fr) « Tome 24 ».
25. 1 2  (fr) « Tome 25 ».
26. 1 2  (fr) « Tome 26 ».